# Сиргели
Сиргели (каз. Сіргелі) — одно из древних племен Старшего жуза. По Шежире казахского народа, родоначальником  является Сиргели(Сіргелi), сын Отепа(Өтеп) и внук Ойсыла, старшего брата Уйсуня (Үйсін) — легендарного прародителя большинства племен Старшего жуза. Родовой уран (клич) — Тоганас (Тоғанас). В разное время вместе с племенами Жалайыр, Ысты, Ошакты и Шапырашты входил в союз племен Бестамғалы.

## Расселение
По данным М. Тынышпаева ареалом расселения Сиргели в начале XX века были среднее течение Шу, нижнее течение Таласа и предгорья Каратау. В наши дни казахи племени Сиргели проживают преимущественно на территории Южно-Казахстанской и Жамбылской областей Республики Казахстан и в Ташкентской области Республики Узбекистан.

## Этимология
Название племени, как и его тамги, идёт от названия специального приспособления «сирге», одеваемого на голову жеребятам, чтобы они не могли сосать мать.

## Шежире
Согласно шежире Г. Н. Потанина, у Уйсуна было два сына — Абак и Тарак. От Тарака происходили жалаиры, от Абака — Дулат, Албан, Суан (по другим сведениям добавляли Сары Уйсуна), от Токал (второй жены) — Шапырашты, Ошакты, Ысты, Сыргелы, а Канлы и Шанышкылы являются пришельцами (кирме).
Согласно шежире научно-исследовательского центра Алаш, сыновьями Тобея были: Майкы, Когам, Койылдар, Мекрейл. Сыновьями Майкы были: Бактияр, Канлы, Кырыкжуз, Мынжуз. Сыновьями Бактияра были Уйсун и Сргелы, сыновья Уйсуна — Аксакал (Абак), Жансакал (Тарак). Сыном Тарака был Жалайыр, сыном Аксакала был Караша-би. Сыновьями Караша-бия были Байдибек и Байдолла. Сыном Байдуллы был Шакшам. Сыновьями Байдибека были Сары Уйсун, Жалмамбет, Жарыкшак. Сыновьями Жалмамбета были Шапырашты, Ысты, Ошакты, сыновьями Жарыкшака — Албан, Суан, Дулат.
По другим версиям шежире, сиргели происходят от старшего брата Уйсуна — Ойсыла.

## Уйсуны и ушины
Сиргели представляют собой один из родов в составе крупного племенного объединения уйсун. Б. Б. Ирмуханов в уйсунах видел потомков дарлекин-монгольского племени ушин. Монгольскую версию происхождения уйсунов также поддерживает Ж. М. Сабитов. Согласно одной из версий шежире, предком уйсунов является Майкы-бий из монгольского племени ушин (хушин).

## Гаплогруппа
Для уйсунов характерной является гаплогруппа С2-M217. Причем для кланов суан, албан, сарыуйсун, шапырашты характерно накопление только варианта С2*-М217(хМ48,xM407). Тогда как для кланов ошакты, сиргели, ысты встречен и маркер C2b1a2-М48.
При этом состав сиргели на 80% состоит из гаплогруппы N1a1a-M178 (N-M46). Гаплогруппа N1a1a также характерна для уаков.

## Родовое деление
В состав племени Сиргели входят следующие роды (даны в казахской транскрипции):
- Ақкөңірдек
- Қаракөңірдек
- Айтбозым
- Байжігіт
- Батыр
- Елібай
- Жаңабай
- Тутамғалы
- Жайдақ
- Қайшылы
- Қарабатыр
- Шалдар